# Sołowiej-Klucz
Sołowiej-Klucz (ros. Соловей-Ключ) – osiedle w Rosji, w Kraju Nadmorskim, w rejonie nadieżdińskim. W 2010 liczyło 375 mieszkańców.